# Le Gault-Perche
Le Gault-Perche är en kommun i departementet Loir-et-Cher i regionen Centre-Val de Loire i de centrala delarna av Frankrike. Kommunen ligger i kantonen Droué som tillhör arrondissementet Vendôme. År 2022 hade Le Gault-Perche 319 invånare.

## Befolkningsutveckling
Antalet invånare i kommunen Le Gault-Perche
| Referens: INSEE |